# Dor Jan
Dor Jan (in ebraico דור ג'אן‎?; Rishon LeZion, 16 dicembre 1994) è un calciatore israeliano, attaccante dell'H. Rishon LeZion.

## Carriera
Ha giocato nella massima serie israeliana.

## Palmarès

### Club

#### Competizioni nazionali
- Campionato israeliano: 2

Maccabi Tel Aviv: 2012-2013, 2013-2014
- Coppa d'Israele: 1

Bnei Yehuda: 2018-2019